# Cassandra Wilson
Cassandra Wilson (Jackson, Mississippi, 1955. december 4. –) amerikai dzsesszénekesnő, dalszerző, producer.
Szülővárosában nőtt fel, ahonnan a nyolcvanas évek elején New Orleansba költözött, később pedig New Yorkban telepedett le.
Itt először Steve Coleman együttesében énekelt. Első saját lemeze az 1985-ben megjelent Point of You volt. A következő évtizedben már világszerte ismert lett.
Két Grammy-díj tulajdonosa. 1996-ban a Now Moon Daughter című felvétele, 2008-ban a Loverly című albuma érdemelte ezt ki.

## Szólólemezek
- Point of View (1986, JMT)
- Days Aweigh (1987, JMT)
- Blue Skies (1988, JMT)
- Jumpworld (1989, JMT)
- She Who Weeps (1990, JMT)
- Live (1991, JMT)
- After the Beginning Again (1992, JMT)
- Dance to the Drums Again (1992, DIW/Columbia)
- Blue Light 'Til Dawn (1993, Blue Note)
- New Moon Daughter (1995, Blue Note)
- Songbook (1995, JMT compilation)
- Rendezvous (with Jacky Terrasson) (1998, Blue Note)
- Traveling Miles (1999, Blue Note)
- Belly of the Sun (2002, Blue Note)
- Sings Standards (2002, Verve, compilation)
- Glamoured (2003, Blue Note)
- Love Phases Dimensions: From the JMT Years (2004, edel, compilation)
- Thunderbird (2006, Blue Note)
- Loverly (2008, Blue Note)
- Closer to You: The Pop Side (2009, Blue Note compilation)
- Silver Pony (2010, Blue Note)

## Díjak
- 1994–1996: Female Jazz Vocalist of the Year, Down Beat. Legjobb énekes
- 1996: Grammy-díj for Best Jazz Vocal Performance for New Moon Daughter
- 1999: Received Miles Davis Prize from the Montreal International Jazz Festival
- 2001: Named “America’s Best Singer” by Time Magazine
- 2003: Received honorary doctorate in the Arts from Millsaps College
- 2009: Grammy-díj for Best Jazz Vocal Album for Loverly
- 2010: Added to the Mississippi Blues Trail on January
- 2011: BET Soul Train Award for Best Traditional Jazz Album for Silver Pony